# Tadeusz Dubicki
Tadeusz Bolesław Dubicki (ur. 1948 w Łodzi) – polski historyk, profesor nauk humanistycznych, wykładowca akademicki, rektor Państwowej Wyższej Szkoły Zawodowej we Włocławku.

## Życiorys
W 1972 ukończył studia historyczne na Uniwersytecie Łódzkim. Doktoryzował się w 1979 na tej samej uczelni na podstawie pracy zatytułowanej Działalność Grup Operacyjnych K.E.R.M. oraz ich stosunki z komendanturami wojennymi na terenie Pomorza Wschodniego oraz Warmii i Mazur w 1945 r., następnie w 1990 w Wojskowym Instytucie Historycznym uzyskał stopień doktora habilitowanego w oparciu o rozprawę Żołnierze polscy internowani w Rumunii w latach 1939–1941. W 1999 otrzymał tytuł profesora nauk humanistycznych.
Przez dwadzieścia lat (1972–1992) pracował w Katedrze Nauk Społecznych Akademii Medycznej w Łodzi, od 1987 pełnił funkcję kierownika tej katedry. Następnie związał się z Akademią im. Jana Długosza w Częstochowie, gdzie doszedł do stanowiska profesora zwyczajnego. Był także wicedyrektorem Instytutu Historii i kierownikiem Zakładu Historii XX wieku tej uczelni. Od 1993 wykładał także w ramach Katedry Badań Niemcoznawczych Uniwersytetu Łódzkiego. W 2011 został wybrany na rektora Państwowej Wyższej Szkoły Zawodowej we Włocławku; funkcję tę pełnił do 2015.
W pracy naukowej specjalizuje się w zagadnieniach z zakresu historii najnowszej Polski, historii powszechnej XX wieku, polityki zagranicznej RP. Uzyskiwał członkostwo w Komitecie Nauk Historycznych Polskiej Akademii Nauk. Wszedł w skład komisji polsko-brytyjskiej badającej współpracę w zakresie wywiadu w okresie II wojny światowej; był współredaktorem wydanego w 2004 tomu poświęconego tej kwestii. Został przewodniczącym rad naukowych Instytutu Tarnogórskiego i Muzeum oraz Muzeum Instytutu Tarnogórskiego.
W 2006 odznaczony Krzyżem Komandorskim rumuńskiego Orderu Zasługi Kulturalnej w kategorii F (promocja kultury), a w 2011 Krzyżem Kawalerskim Orderu Odrodzenia Polski.

## Wybrane publikacje
- Afera Starykonia czyli historia agenta Gestapo (współautor z Andrzejem Sepkowskim), Warszawska Oficyna Wydawnicza „Gryf”, Warszawa 1998.
- Bazy wojskowej łączności zagranicznej ZWZ-AK w latach 1939–1945: studia i materiały, Wydawnictwo Wyższej Szkoły Pedagogicznej w Częstochowie, Częstochowa 2000.
- Depesze wojenne attachatu wojskowego przy Ambasadzie RP w Bukareszcie 1939–1940 (oprac. nauk. z Andrzejem Suchcitzem), Wydawnictwo Instytutu Tarnogórskiego i Muzeum, Tarnowskie Góry 2006.
- Marszałek Ion Antonescu. Biografia żołnierza i polityka (współautor z Krzysztofem Dachem), Ibidem, Łódź 2003.
- Pierwszy rok wolności. Przejmowanie i uruchamianie przemysłu na Pomorzu, ziemi gdańskiej, Warmii i Mazurach, Książka i Wiedza, Warszawa 1985.
- Polscy uchodźcy w Rumunii 1939–1945: studia i materiały, Warszawska Oficyna Wydawnicza „Gryf”, Warszawa 1995.
- Żołnierze polscy internowani w Rumunii w latach 1939–1941, Wydawnictwo Uniwersytetu Łódzkiego, Łódź 1990.